# Jaylon Carlies
Jaylon Carlies (Orlando, 13 settembre 2001) è un giocatore di football americano statunitense che milita nel ruolo di linebacker per gli Indianapolis Colts della National Football League (NFL).

## Carriera universitaria
Nella sua prima stagione a Missouri nel 2020, Carlies mise a segno 8 tackle. Nel secondo turno della stagione 2021 disputò la prima partita come titolare, facendo registrare 4 placcaggi, un intercetto e un fumble forzato contro Kentucky. Nella settimana dieci fermò per due volte l'attacco avversario nei pressi della goal line della end zone e realizzò un intercetto contro Georgia numero 1 del ranking. La sua annata si chiuse con 67 tackle e guidando la squadra con 4 intercetti. Nel 2022 totalizzò 81 tackle, un sack, 4 passaggi deviati, 3 intercetti e un fumble forzato.
Nel Cotton Bowl 2023 Carlies guidò i Tigers con 11 tackles, contribuendo alla vittoria su Ohio State. La sua stagione 2023 terminò con 64 tackle, 2 sack, 5 passaggi deviati, 2 intercetti, un fumble forzato e uno recuperato. A fine anno decise di passare tra i professionisti.
Carlies chiuse la sua carriera con i Tigers con 49 presenze, di cui 39 come titolare, con 221 placcaggi, 3 sack, 17 passaggi deviati, 9 intercetti, 3 fumble forzati e uno recuperato.

## Carriera professionistica

### Indianapolis Colts
Carlies fu scelto nel corso del quinto giro (151º assoluto) del Draft NFL 2024 dagli Indianapolis Colts. Prima dell'inizio del training camp, la squadra annunciò che Carlies sarebbe passato dal ruolo di safety a quello di linebacker. Per la fine di luglio, il giocatore era salito al terzo posto nelle gerarchie dei linebacker di Indianapolis dietro ai titolari Zaire Franklin e E.J. Speed. Nella sua prima stagione mise a segno 36 placcaggi, un sack e un passaggio deviato in 10 presenze, di cui 6 come titolare.